# Coppa Italia Dilettanti 2017-2018
La Coppa Italia Dilettanti 2017-18 è la cinquantaduesima edizione di un trofeo di calcio, al quale partecipano tutte le squadre iscritte ai campionati di Eccellenza, oltre ad alcune di Promozione. La squadra vincitrice acquisisce il diritto a partecipare al campionato di Serie D 2018-2019.

## Formula
La competizione prevede una prima fase regionale, organizzata e gestita dai Comitati Regionali stessi che ne stabiliscono la formula. Ogni comitato deve segnalare la squadra qualificata alla fase nazionale della competizione, che deve necessariamente militare in Eccellenza e che viene insignita del titolo di Campione di Coppa Regionale.
Le 19 squadre qualificate dai tornei regionali verranno suddivise in 8 raggruppamenti:
Girone A: Liguria - Lombardia - Piemonte-Valle d'Aosta

Girone B: Friuli-Venezia Giulia - Trentino-Alto Adige - Veneto

Girone C: Emilia-Romagna - Toscana

Girone D: Marche - Umbria

Girone E: Lazio - Sardegna

Girone F: Abruzzo - Molise

Girone G: Basilicata - Campania - Puglia

Girone H: Calabria - Sicilia
I gruppi composti da tre squadre si affronteranno in un torneo triangolare di sola andata, mentre delle singole gare si svolgerà sia l'andata che il ritorno.
Tutti i turni successivi si svolgeranno in gare di andata e ritorno, tranne la finale che sarà a gara unica.

## Riepilogo fase regionale
| Coppa Regionale              | Vincitrice        | Finalista         | Risultato          | Partecipanti                                                                      |
| ---------------------------- | ----------------- | ----------------- | ------------------ | --------------------------------------------------------------------------------- |
| Coppa Abruzzo                | Real Giulianova   | Chieti            | 0 - 0 (4-3 d.c.r.) | le 18 di Eccellenza                                                               |
| Coppa Basilicata             | Lagonegro         | Melfi             | 3 - 3 (7-5 d.c.r.) | le 18 di Eccellenza                                                               |
| Coppa Calabria               | Locri             | Cotronei          | 2 - 1              | 48 (16 di Eccellenza e 32 di Promozione)                                          |
| Coppa Campania               | Savoia            | Nola              | 1 - 1 (4-2 d.c.r.) | 96 (32 di Eccellenza e 64 di Promozione)                                          |
| Coppa Emilia-Romagna         | Folgore Rubiera   | Castrocaro        | 2 - 1              | le 36 di Eccellenza                                                               |
| Coppa Friuli-Venezia Giulia  | San Luigi         | Torviscosa        | 2 - 2 (6-4 d.c.r.) | le 16 di Eccellenza                                                               |
| Coppa Lazio                  | Unipomezia        | Astrea            | 1 - 0              | le 36 di Eccellenza                                                               |
| Coppa Liguria                | Valdivara 5 Terre | Rivarolese        | 2 - 1              | le 16 di Eccellenza                                                               |
| Coppa Lombardia              | Mariano           | Cavenago Fanfulla | 1 - 1 (5-4 d.c.r.) | le 48 di Eccellenza                                                               |
| Coppa Marche                 | Camerano          | Porto d'Ascoli    | 2 - 0              | le 16 di Eccellenza                                                               |
| Coppa Molise                 | Vastogirardi      | Tre Pini Matese   | 1 - 0              | 32 (16 di Eccellenza e 16 di Promozione)                                          |
| Coppa Piemonte-Valle d'Aosta | Pro Dronero       | Baveno            | 0 - 0 (6-5 d.c.r.) | le 36 di Eccellenza                                                               |
| Coppa Puglia                 | Vigor Trani       | Fasano            | 3 - 1              | le 16 di Eccellenza                                                               |
| Coppa Sardegna               | Tonara            | Atletico Uri      | 1 - 0              | le 16 di Eccellenza                                                               |
| Coppa Sicilia                | Licata            | Sant'Agata        | 2 - 1 (d.t.s.)     | le 32 di Eccellenza                                                               |
| Coppa Toscana                | Grosseto          | Zenith Audax      | 3 - 0              | le 32 di Eccellenza                                                               |
| Coppa Trentino-Alto Adige    | Sankt Georgen     | Benacense 1905    | 3 - 0              | 48 (16 di Eccellenza e 32 di Promozione)                                          |
| Coppa Umbria                 | Massa Martana     | Bastia            | 2 - 0              | le 16 di Eccellenza                                                               |
| Coppa Veneto                 | Belfiorese        | Pozzonovo         | 1 - 0              | le 32 di Eccellenza                                                               |
| Totale                       | 19 club ammessi   | -                 | -                  | 608 club partecipanti alle fasi regionali (464 di Eccellenza e 144 di Promozione) |

## Fase eliminatoria a gironi

### Girone A
| Squadra              | P.ti | G | V | N | P | GF | GS | DR |
| -------------------- | ---- | - | - | - | - | -- | -- | -- |
| 1. Mariano           | 6    | 2 | 2 | 0 | 0 | 3  | 1  | +2 |
| 2. Valdivara 5 Terre | 3    | 2 | 1 | 0 | 1 | 3  | 2  | +1 |
| 3. Pro Dronero       | 0    | 2 | 0 | 0 | 2 | 2  | 5  | -3 |

| Arbitro: | Negrelli (Finale Emilia) |

|                      |           |          |
| Forno 62’ Secchi 87’ | Marcatori | 2’ Niang |

| Arbitro: | Fera (Gallarate) |

|                   |           |                                          |
| Galfrè 86’ (rig.) | Marcatori | 5’ Ejalonibu 54’ Barilari 72’ Olonisakin |

| Arbitro: | De Santis (Camerino) |

|  |           |               |
|  | Marcatori | 39’ Giugliano |

### Girone B
| Squadra          | P.ti | G | V | N | P | GF | GS | DR |
| ---------------- | ---- | - | - | - | - | -- | -- | -- |
| 1. Sankt Georgen | 6    | 2 | 2 | 0 | 0 | 5  | 2  | +3 |
| 2. San Luigi     | 1    | 2 | 0 | 1 | 1 | 4  | 5  | -1 |
| 3. Belfiorese    | 1    | 2 | 0 | 1 | 1 | 4  | 6  | -2 |

| Arbitro: | Perini (Roma 1) |

|                                |           |                         |
| Muiesan 30’, 90+3’ Ianezic 50’ | Marcatori | 36’, 45’, 90’ Ballarini |

| Arbitro: | Ozzella (Benevento) |

|                           |           |                |
| Ziviani 63’ Piffrader 70’ | Marcatori | 80’ Carlevaris |

| Arbitro: | Bianchi (Prato) |

|                      |           |                                           |
| Ballarini 84’ (rig.) | Marcatori | 17’ Piffrader 26’ M. Bacher 45+1’ Ziviani |

### Girone C
| Squadra 1 | Totale | Squadra 2       | Andata | Ritorno |
| --------- | ------ | --------------- | ------ | ------- |
| Grosseto  | 3 - 1  | Folgore Rubiera | 1 - 0  | 2 - 1   |

| Arbitro: | Schiavon (Treviso) |

|              |           |  |
| Cosimi 45+1’ | Marcatori |  |

| Arbitro: | Giacometti (Gubbio) |

|                  |           |                         |
| Greco 58’ (rig.) | Marcatori | 22’ Berretti 55’ Cosimi |

### Girone D
| Squadra 1     | Totale         | Squadra 2 | Andata | Ritorno |
| ------------- | -------------- | --------- | ------ | ------- |
| Massa Martana | 2 - 2 (g.f.c.) | Camerano  | 1 - 0  | 1 - 2   |

| Arbitro: | Recchia (Brindisi) |

|               |           |  |
| A. Angeli 52’ | Marcatori |  |

| Arbitro: | Selvatici (Rovigo) |

|                 |           |               |
| Taddei 25’, 50’ | Marcatori | 43’ A. Angeli |

### Girone E
| Squadra 1 | Totale | Squadra 2  | Andata | Ritorno |
| --------- | ------ | ---------- | ------ | ------- |
| Tonara    | 1 - 4  | Unipomezia | 1 - 3  | 0 - 1   |

| Arbitro: | Marra (Mantova) |

|             |           |                                      |
| Nnamani 61’ | Marcatori | 37’ Ceccarelli 85’ Porzi 90+3’ Valle |

| Arbitro: | Cardella (Torre del Greco) |

|           |           |  |
| Tozzi 52’ | Marcatori |  |

### Girone F
| Squadra 1       | Totale | Squadra 2    | Andata | Ritorno |
| --------------- | ------ | ------------ | ------ | ------- |
| Real Giulianova | 3 - 2  | Vastogirardi | 2 - 1  | 1 - 1   |

| Arbitro: | Esposito (Torre Annunziata) |

|                          |           |                 |
| Vitelli 29’ Di Paolo 90’ | Marcatori | 69’ Terminiello |

| Arbitro: | Canci (Carrara) |

|              |           |                  |
| Pettrone 84’ | Marcatori | 29’ Tozzi Borsoi |

### Girone G
| Squadra        | P.ti | G | V | N | P | GF | GS | DR |
| -------------- | ---- | - | - | - | - | -- | -- | -- |
| 1. Vigor Trani | 6    | 2 | 2 | 0 | 0 | 3  | 1  | +2 |
| 2. Savoia      | 3    | 2 | 1 | 0 | 1 | 3  | 2  | +1 |
| 3. Lagonegro   | 0    | 2 | 0 | 0 | 2 | 0  | 3  | -3 |

| Arbitro: | Ursini (Pescara) |

|                            |           |                  |
| Cantatore 16’ Monopoli 63’ | Marcatori | 42’ S. Del Prete |

| Arbitro: | Tiraboschi (Bergamo) |

|                       |           |  |
| Caso Naturale 3’, 56’ | Marcatori |  |

| Arbitro: | Spinetti (Albano Laziale) |

|  |           |                |
|  | Marcatori | 20’ Camporeale |

### Girone H
| Squadra 1 | Totale         | Squadra 2 | Andata | Ritorno |
| --------- | -------------- | --------- | ------ | ------- |
| Licata    | 2 - 2 (g.f.c.) | Locri     | 0 - 0  | 2 - 2   |

| Licata 21 febbraio 2018, ore 14:30 CET | Licata              | 0 – 0 referto | Locri | Stadio Dino Liotta\| Arbitro: \| Cimmarusti (Novara) \| |
| Arbitro:                               | Cimmarusti (Novara) |               |       |                                                         |

| Arbitro: | Gandino (Alessandria) |

|                       |           |                          |
| Libri 44’ Iervasi 77’ | Marcatori | 11’ Maltese 36’ Taormina |

## Fase a eliminazione diretta

### Quarti di finale
| Squadra 1     | Totale | Squadra 2       | Andata | Ritorno |
| ------------- | ------ | --------------- | ------ | ------- |
| Sankt Georgen | 5 - 2  | Mariano         | 3 - 1  | 2 - 1   |
| Massa Martana | 2 - 1  | Grosseto        | 1 - 1  | 1 - 0   |
| Unipomezia    | 3 - 2  | Real Giulianova | 3 - 0  | 0 - 2   |
| Vigor Trani   | 3 - 2  | Licata          | 3 - 1  | 0 - 1   |

#### Andata
| Arbitro: | Delnotaro (Vco) |

|                                                |           |                |
| Casartelli 52’ (aut.) Ritsch 54’ M. Bacher 73’ | Marcatori | 25’ Casartelli |

| Arbitro: | Djurdjevic (Trieste) |

|                     |           |  |
| Tozzi 31’, 47’, 84’ | Marcatori |  |

| Arbitro: | Delli Carpini (Isernia) |

|                                  |           |             |
| Camporeale 32’ Infimo 73’, 90+5’ | Marcatori | 10’ Maltese |

| Arbitro: | Bonacina (Bergamo) |

|               |           |                     |
| A. Angeli 36’ | Marcatori | 73’ (rig.) Boccardi |

#### Ritorno
| Arbitro: | Mallardi (Bari) |

|              |           |                                 |
| D'Aprile 87’ | Marcatori | 33’ M. Bacher 83’ Schwingshackl |

| Arbitro: | Palmieri (Conegliano) |

|  |           |               |
|  | Marcatori | 81’ Alabastri |

| Arbitro: | Papale (Torino) |

|                           |           |  |
| Fuschi 54’ Barlafante 72’ | Marcatori |  |

| Arbitro: | Monesi (Crotone) |

|                |           |  |
| A. Cannavò 19’ | Marcatori |  |

### Semifinali
| Squadra 1     | Totale             | Squadra 2     | Andata | Ritorno |
| ------------- | ------------------ | ------------- | ------ | ------- |
| Massa Martana | 2 - 3              | Sankt Georgen | 1 - 0  | 1 - 3   |
| Vigor Trani   | 0 - 0 (4-3 d.c.r.) | Unipomezia    | 0 - 0  | 0 - 0   |

#### Andata
| Arbitro: | De Vincentis (Taranto) |

|              |           |  |
| Giuntini 61’ | Marcatori |  |

| Trani 11 aprile 2018, ore 15:00 CEST | Vigor Trani      | 0 – 0 referto | Unipomezia | Stadio comunale\| Arbitro: \| Mucera (Palermo) \| |
| Arbitro:                             | Mucera (Palermo) |               |            |                                                   |

#### Ritorno
| Arbitro: | Pezzopane (L'Aquila) |

|                                       |           |            |
| Schwingshackl 6’ Orfanello 88’, 90+1’ | Marcatori | 65’ Rocchi |

| Arbitro: | Catanzaro (Catanzaro) |

|                                              |                      |                                          |
| Ceccarelli Ramcheski Feraiorni Valle Delgado | Tiri di rigore 3 – 4 | Monopoli Infimo Camporeale Faccini Bruno |

### Finale
| Squadra 1     | Risultato | Squadra 2   |
| ------------- | --------- | ----------- |
| Sankt Georgen | 2 - 0     | Vigor Trani |

| Arbitro: | Diop (Treviglio) |

| |            | |
| Ziviani 23’ Ritsch 74’ | Marcatori  | |
| Negri Zulić Althuber Brugger Harrasser (64' Schwingshackl) Ziviani J. Bacher Ritsch Piffrader M. Bacher (82' Aichner) Orfanello | Formazioni | Sansonna Telera (80' Diarrasouba) Bruno Monopoli Valido (46' Rizzi) Martinelli Cantatore (50' Infimo) Arena Camporeale Lorusso (50' Fernandez) Faccini |
| Morini | Allenatori | Pizzulli |